# Lillträsket (sumpmark)
Lillträsket är en sumpmark i Finland. Den ligger i Raseborg i landskapet Nyland, i den södra delen av landet, 90 km väster om huvudstaden Helsingfors.